# Battaglia di Passo Uarieu
La battaglia di Passo Uarieu fu un combattimento della Guerra di Etiopia, in cui la 180ª Legione CC.NN. "Alessandro Farnese" della 2ª Divisione CC.NN. "28 ottobre" della MVSN si oppose al tentativo di sfondamento del fronte italiano da parte delle truppe abissine di ras Cassa, inquadrate nell'esercito etiopico.
Dopo tre giorni di combattimenti, completamente prive di rifornimenti e, soprattutto, di acqua, le forze italiane riuscirono a respingere le forze etiopiche, soverchianti come numero. La battaglia di Passo Uarieu fu il tentativo più deciso dell'Etiopia di separare le due armate italiane operanti nel Tembién.

## La situazione
Appena iniziata la guerra contro l'Etiopia, il 3 ottobre 1935, il maresciallo De Bono dall'Eritrea penetrò in Etiopia fino a Macallè. Nel corso del dicembre dello stesso anno le forze italiane del fronte nord erano giunte a contatto con il grosso delle forze etiopiche, su un fronte che andava dalla regione dello Scirè all'Endertà, con al centro la regione del Tembien, nodo strategico per tutta l'avanzata italiana verso il centro dell'Etiopia. Il Tembien era tenuto dalla forze di ras Cassa e ras Sejum, che avevano bloccato il centro dello schieramento italiano a nord di Abbi Addi (Abiy Adi).
Le truppe italiane, formate da battaglioni di áscari eritrei e da una parte della 28 ottobre della MVSN, non essendo in grado di contrastare le forze etiopiche, si erano ritirate sui monti che segnavano il confine fra il Tigrè ed il Tembien, tenendo la posizione strategicamente rilevante di Passo Uarieu.
Quando il maresciallo Badoglio prese il comando del fronte nord in sostituzione di De Bono (28 novembre), ebbe la chiara percezione della necessità di tenere il Tembien per garantire i fianchi delle colonne marcianti, quindi, a partire dal 19 gennaio, aveva iniziato una serie di manovre per occupare alcune posizioni centrali, che, bloccando masse nemiche superiori a quelle impiegate, gli permettessero di agire liberamente sulle ali. Nell'ambito di quelle manovra il 1º Gruppo di battaglioni Camicie Nere d'Africa (CC. NN.) da Passo Uarieu aveva effettuato un'azione dimostrativa verso Abbi Addi, mentre la Divisione eritrea muoveva verso l'altipiano del Melfà (dove si trovava il grosso delle forze nemiche) ed era impegnata in aspri combattimenti da ras Cassa.

## Le forze contrapposte
Le forze italiane disponibili a Passo Uarieu comprendevano reparti della 2ª Divisione CC.NN. "28 ottobre" della Milizia (generale Somma), inquadrata nel I Corpo d'armata (generale Ruggero Santini) ed il 12º Battaglione eritreo, formato da áscari.
- 2 battaglioni/1º Gruppo battaglioni CC.NN. d'Africa (console generale Filippo Diamanti)[2]
- CLXXX Battaglione CC.NN. "Parma"/180ª Legione CC.NN. "Alessandro Farnese" della 2ª Divisione CC.NN. "28 ottobre"[2]
- 4 compagnie mitragliatrici pesanti
- 2 batterie da montagna con cannoni da 65/17/Gruppo "Belluno"/3º Reggimento artiglieria da montagna "Brescia"
- VI Gruppo artiglieria autocarrellata su 77/28
- XII Battaglione eritreo

Ras Cassa aveva raccolto nella zona di Abbi Addi circa 38 000 uomini, sotto il suo comando e con il supporto come consigliere militare russo Konovaloff.
Il supporto aereo era fornito dalla Brigata aerea da bombardamento (8º Stormo e 9º Stormo) di Attilio Matricardi che utilizza anche le bombe C500T all'Iprite.

## La battaglia
La battaglia per il controllo di Passo Uarieu durò dal 21 al 24 gennaio, praticamente senza interruzione e senza che, in quel periodo, arrivassero rifornimenti di nessun genere alle truppe italiane assediate.

### La colonna Diamanti
Il compito di condurre l'azione principale per far ritirare le forze etiopiche da Abbi Addi era quello assegnato alla 2ª Divisione eritrea, che avrebbe dovuto raggiungere Melfà e liberare l'altipiano omonimo dalle truppe nemiche; il compito degli uomini di Passo Uarieu era quello di effettuare azioni dimostrative verso Abbi Addi, per tenere bloccate le truppe accantonate in quella città. Tuttavia il generale Somma, invece di limitarsi a far scendere a valle le truppe destinate all'operazione, come aveva fatto il giorno precedente, ordinò al comandante della colonna, il console generale Diamanti, di spingersi quanto più possibile verso Abbi Addi. La colonna, composta, oltre che dai battaglioni al comando diretto di Diamanti, anche da una compagnia mitragliatrici pesanti e dalle due batterie da 65/17 (di cui una, fortunatamente, era stata lasciata arretrata a nord ovest del monte Scimarbò), comprendeva 1468 legionari e 48 ufficiali. L'azione era estremamente rischiosa, in quanto la colonna avrebbe dovuto muovere sotto le pendici del Debra Amba, monte occupato in forze dagli uomini di ras Sejum, che avevano come artiglieria un 37 mm Rheinmetall, fuori dalla copertura della propria artiglieria schierata sul passo.
Appena la colonna Diamanti avvistò gli abissini sul Debra Amba (alle 7.30) la 16ª Batteria autocarrellata si era spostata 2 km oltre il passo per fornire copertura alla colonna, ed alle 10.45 la colonna aveva superato il Mai Beles, con l'appoggio a mezzogiorno di due Ca.133, tuttavia nel proseguire della giornata la resistenza etiope era aumentata progressivamente. La colonna aveva raggiunto la base del Debra Amba alle 14.15, attestandosi a difesa, ma, di fronte alla concentrazione di forze nemiche, Diamanti aveva chiesto l'autorizzazione a ritirarsi, autorizzazione concessa alla 15.00.
La prima fase della ritirata si svolse ordinatamente, sotto la copertura di una batteria da montagna che aveva preso posizione sul Mai Beles (l'altra, come detto, era rimasta sul monte Scimarbò) e della batteria da 77/28 uscita da Passo Uarieu, tuttavia alle 15.50 le comunicazioni con il comando della divisione erano state interrotte da una formazione discesa da Uork Amba. La compagnia mitragliatrici pesanti della colonna prese posizione sulla linea per coprire la ritirata delle fanterie, ormai accerchiate da tre lati da 15000 uomini di ras Cassa. A questo punto la batteria in postazione sul Mai Beles aveva dovuto abbandonare tre pezzi dato che il fuoco nemico aveva fatto strage dei muli destinati al someggio dei pezzi.

Tomba di padre Reginaldo Giuliani nel cimitero di guerra italiano di Passo Uarieu

La salvezza della colonna Diamanti venne solo dal sacrificio della compagnia mitraglieri, che aveva arrestato l'avanzata degli etiopici fino all'annientamento totale, ed al fatto che una seconda compagnia, uscita da Passo Uarieu, insieme ai cannoni autocarrellati aveva tenuto fermi gli abissini, fino al rientro dei superstiti della colonna. La batteria autocarrellata era stata distrutta, mentre la compagnia mitraglieri aveva perso 12 ufficiali e 85 CC.NN. Una volta rientrati nelle fortificazioni di Passo Uarieu la colonna Diamanti, fatto l'appello, aveva constatato la perdita di 355 uomini. Fra i morti della colonna Diamanti era anche padre Reginaldo Giuliani, cappellano militare, ucciso mentre impartiva l'assoluzione ai morenti.
Lo scontro alle pendici del Debra Amba e nella valle del Mai Beles non era sfuggito alla 2ª Divisione eritrea, che, dopo aver occupato il Monte Lata alle 11.00, stava puntando sul Debra Amba. Il generale Vaccarisi, comandante la divisione, pur avendo visto dall'alto quando succedeva nella piana del Mai Beles, non aveva ritenuto opportuno inviare rinforzi, dato che il terreno, estremamente impervio, avrebbe posto qualsiasi colonna di soccorso alla mercé delle forze superiori degli abissini.

### L'assedio
Le fortificazioni di Passo Uarieu consistevano solo in muretti a secco tirati su in tutta fretta, inoltre la posizione era difendibile solo con grandi difficoltà, in quanto dominata dalle vette dell'Uork Amba, dello Scimarbò, dell'Amba Chernalè e delle Zebanddàs, tutte occupate dalle forze di ras Cassa che vi avevano messo in postazione il 37 mm e alcuni cannoncini Oerlikon da 20 mm. Il problema maggiore, tuttavia era un altro: il forte di Passo Uarieu non era autosufficiente dal punto di vista idrico, in quanto le sorgenti che lo rifornivano erano a circa 6 km ed erano state occupate prioritariamente dai guerrieri etiopici; l'unico altro rifornimento idrico era dato da un torrente (quasi asciutto) nei pressi del fortino. Da questo torrente, tenuto costantemente sotto tiro dagli etiopi, non giunse una goccia d'acqua e ben 28 legionari furono uccisi mentre tentavano di approvvigionarsi d'acqua. Le riserve idriche disponibili erano solo 1200 litri per 4000 uomini, di cui più di 200 erano feriti.
Intanto ras Cassa, constatata la secca batosta inflitta alla colonna Diamanti, aveva chiesto rinforzi sia al figlio Uonduossen Cassa sia a ras Mulughietà. Mentre Uondoussen gli aveva inviato 5000 uomini, che aveva potuto togliere dalla linea di difesa, avendo constatato che la 2ª Divisione eritrea non intendeva muovere sul terreno impervio, ma più breve, per arrivare a Passo Uarieu, ras Mulughietà gli aveva inviato solo una forza simbolica di 300 cavalieri.
All'alba del 22 tutte le forze di ras Cassa si gettarono contro il fortino, il piano era, una volta aperta la strada da Passo Uarieu, di occupare Hausien, assumendo quindi la posizione centrale alle terga dei due corpi d'armata schierati a Macallè. L'unico appoggio che poteva essere fornito agli assediati era per via aerea ed il giorno 22 un Ca.133 del 14º Stormo eseguì azioni di spezzonamento a sud est del passo, mentre cinque Ro.1 bombardarono e mitragliarono direttamente gli assedianti. Gli interventi, comunque, operarono anche in profondità, con bombardamenti su Abbi Addi, sull'Amba Tzellerè e sui guadi del fiume Ghevà.
Il giorno 23 Badoglio ordinò un'offensiva aerea massiccia, unico modo per permettere ai legionari di tenere il passo fino all'arrivo della divisione eritrea. Le ondate di bombardieri dovevano essere intervallate da attacchi di Ro.1 e Ro.37. I guadi del Ghevà dovevano essere bombardati con bombe C 500 T, caricate ad iprite. Ben presto il campo di Sciafat (presso Macallè) divenne affollato "come nei parchi automobilistici intorno agli stadi domenicali".
Fin dalle 9 del mattino iniziarono le azioni aeree contro gli abissini direttamente a contatto con i difensori dei fortini, in ondate di Ca.133 con interventi anche di Ro.1 e Ro.37, ma già alle 10 erano intervenuti 12 Ca.111 e sei SM 81 nella zona fra Abbi Addi e passo Uarieu. Nel corso della giornata vennero sganciate 30 bombe C 500 T sui guadi del Ghevà, mentre in tutta la giornata erano state lanciati sugli assedianti 8370 spezzoni da 2 kg, 2877 kg di bombe dirompenti e circa 4000 colpi di mitragliatrice.
Tutto questo impegno ebbe un notevole successo, dato che al calar della sera le truppe di ras Cassa cominciarono ad abbandonare le posizioni per rientrare agli accampamenti. Essendo calata la pressione i legionari effettuarono alcune sortite per liberare alcune posizioni occupate da tiratori che molestavano i fortini.
Il giorno 24, verso mezzogiorno, le colonne di soccorso della 2ª Divisione eritrea raggiungevano le posizioni tenute dai legionari della Legione 28 ottobre, rompendo così l'assedio e rifornendo finalmente gli assediati di acqua, viveri e munizioni. Alla fine della battaglia i morti italiani erano 60 ufficiali, 605 CC.NN. e 417 àscari.

## Considerazioni sulla battaglia
La battaglia fu dovuta essenzialmente all'errore del generale Somma, che inviò la colonna Diamanti in un'operazione che era troppo ambiziosa per le forze disponibili e quindi portò ad una secca sconfitta degli attaccanti. Una volta smosse le acque, l'offensiva abissina fu fermata essenzialmente per due motivi: per la superiorità dell'armamento italiano (in particolare le mitragliatrici) e per la volontà di resistere dei legionari, che sostennero i tormenti della sete per tre giorni di seguito senza perdere coesione.
Nella battaglia ebbe un ruolo di primaria rilevanza l'appoggio dell'aviazione (basta vedere le cifre, riportate sopra, delle missioni aeree del giorno 24 gennaio). L'interdizione dei guadi del Ghevà, ottenuta facendo uso di iprite, fu un fatto fondamentale per impedire l'afflusso di rinforzi etiopici sul teatro dello scontro.
Fra tutti i decorati spicca la Medaglia d'Argento al Valor Militare conferita al Tenente Leo Renzo Vigo appartenente al 30º reggimento artiglieria "Leonessa" la motivazione è la seguente:
"Circondata la batteria da soverchianti forze nemiche, disposti i pezzi in quadrato, resisteva facendo fuoco a zero fino all'ultimo colpo. In seguito ad ordine, ripiegava per ultimo, asportando gli otturatori ed aprendosi la via col moschetto. - Passo Uarieu, 21 gennaio 1936-XIV." Il completo annientamento del Gruppo Diamanti era stato evitato anche per la eccezionale determinazione di due compagnie di mitraglieri. Quella aggregata alla colonna aveva combattuto fino all'ultimo uomo nel tentativo di frenare il furibondo incalzare delle masse etiopiche. Dopo che la maggiore parte degli uomini del suo plotone era stata uccisa, il loro comandante, il capo manipolo ferrarese Fausto Berretta, quantunque ferito, aveva continuato ad azionare le sue mitragliatrici sino all’esaurimento delle munizioni, poi aveva combattuto col moschetto finché un fendente di guradè lo aveva abbattuto.Per il suo eroico comportamento, a Fausto Berretta fu conferita la Medaglia d'Oro al Valore Militare alla Memoria.

## Il ricordo
Il successo ottenuto a passo Uarieu da un'unità della Milizia durante la guerra d'Etiopia diede vita ad alcune strofe nate presse i legionari della MVSN note come "Canto del Legionario". Alla memoria di padre Reginaldo Giuliani fu poi intitolato un sommergibile della classe Liuzzi.